# Riksmötet 2012/2013
Riksmötet 2012/13 var Sveriges riksdags verksamhetsår 2012–2013. Det pågick från riksmötets öppnande den 18 september 2012 till den 17 september 2013.
Riksdagens talman under riksmötet 2012/13 var Per Westerberg (M).

## Talmanspresidiet
| Talman             | Första vice talman         | Andra vice talman | Tredje vice talman    |
|                    | Ingen fri bild tillgänglig |                   |                       |
| Per Westerberg (M) | Susanne Eberstein (S)      | Ulf Holm (MP)     | Liselott Hagberg (FP) |
| ------------------ | -------------------------- | ----------------- | --------------------- |

- Jan Ertsborn efterträdde Liselott Hagberg som tredje vice talman den 1 oktober 2012 sedan Liselott Hagberg begärt entledigande.

## Händelser och beslut i urval
- 18 september: Riksmötets öppnande.
- 19 september: Jan Ertsborn (FP) väljs till tredje vice talman med start den 1 oktober.
- 20 september: Regeringen överlämnar sin budgetproposition för år 2013 till riksdagen.
- 7 november: Riksdagen godkände Kroatiens anslutning till Europeiska unionen.
- 21 november: Riksdagen beslutade att bifalla regeringens budgetproposition för år 2013.
- 13 december: Riksdagen fattar beslut om ett inrättande av Inspektionen för vård och omsorg.
- 1 januari: Säkerhetspolisen och Rikskriminalpolisen får tillgång till signalspaning.
- 7 mars: Riksdagen ratificerade Fördraget om stabilitet, samordning och styrning, även kallat "finanspakten".
- 15 maj: Riksdagen beslutade att barn som vistats i Sverige utan tillstånd har rätt till utbildning.
- 22 maj: Riksdagen beslutade att upphäva steriliseringskravet för ändrad könstillhörighet.

## Riksdagens sammansättning

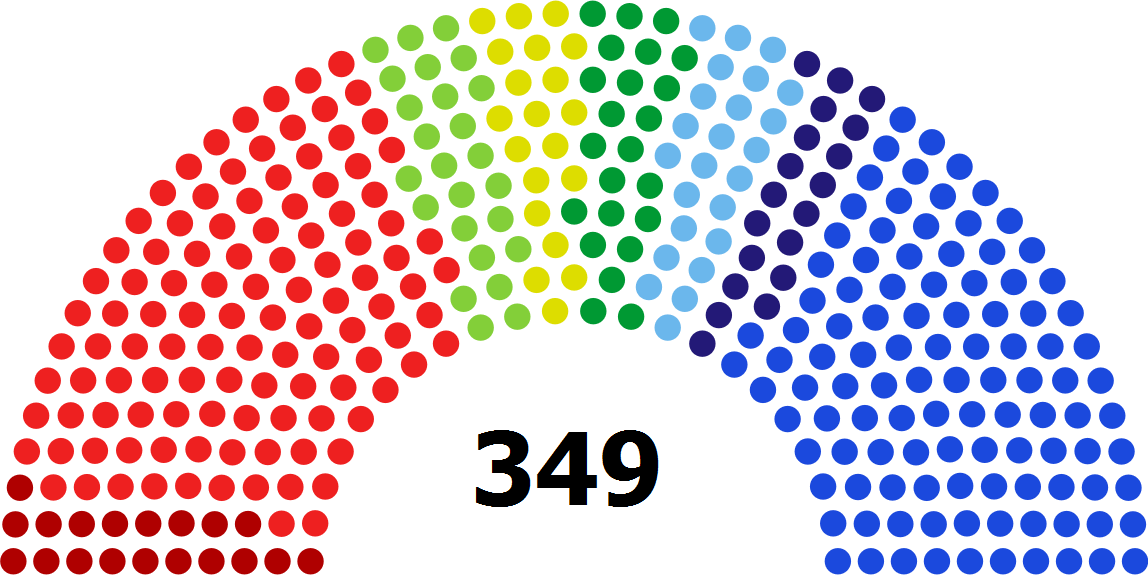
Mandat i Sveriges riksdag under riksmötet 2012-2013.

- Socialdemokraterna, 112
- Moderaterna, 107
- Miljöpartiet, 25
- Folkpartiet, 24
- Centerpartiet, 23
- Sverigedemokraterna, 20
- Vänsterpartiet, 19
- Kristdemokraterna, 19
- Totalt: 349

## Partiledare
- S: Stefan Löfven
- M: Fredrik Reinfeldt
- MP: Gustav Fridolin och Åsa Romson (språkrör)
- FP: Jan Björklund
- C: Annie Lööf
- SD: Jimmie Åkesson
- V: Jonas Sjöstedt
- KD: Göran Hägglund